# 41907 Jonathanford
41907 Jonathanford este o planetă minoră (asteroid), cu un diametru de 3,099 km, din centura de asteroizi. A fost descoperită pe 20 noiembrie 2000 la Stația Anderson Mesa de Lowell Observatory Near-Earth-Object Search. 
Obiectul prezintă o orbită caracterizată de o semiaxă mare de 2,5407134084258 UAi, o excentricitate de 0,10321132739265, o înclinație de 16,081565226408 ° în raport cu ecliptica.